# دراسة القوة الجوية في حرب الخليج الثانية
دراسة القوة الجوية في حرب الخليج الثانية هو التقرير المكلف من القوات الجوية الأمريكية في عام 1993 لتوثيق وتحليل أدائها خلال حرب الخليج الثانية عام 1991. يتألف التقرير من خمسة أقسام وكل قسم في المتوسط يتكون من أكثر من 700 صفحة وتقرير موجز من 276 صفحة. كان أحد أكثر التقارير الشعبية الصادرة عن الجيش الأمريكي في ذلك الوقت.
في 22 أغسطس 1991 بتكليف من وزير سلاح الجو دونالد ب. رايس في دراسة مستقلة: «لاستعراض جميع جوانب الحرب الجوية في الخليج العربي». بدلا من السرد التاريخي فإنه قام بتحليل المستوى التشغيلي للحرب الجوية التي نفذت 52788 طلعة مما أدى إلى 41309 ضربة. أشرف على الدراسة إليوت كوهين الأستاذ في جامعة جونز هوبكينز للدراسات الدولية المتقدمة الذي أجرى البحث والكتابة من قبل فرق تتألف من مدنيين وعسكريين متقاعدين وحاليين.
في عام 2002 أزال سلاح الجو الوصلات إلى الدراسة من مواقعه في ما أسماه اتحاد العلماء الأمريكيين: «مجرد حالة واحدة من الاستمرار في هذا الاتجاه على الصعيد الحكومي لإزالة المعلومات غير السرية من وصول الجمهور لها على شبكة الإنترنت». ردا على ذلك نشر اتحاد العلماء الأمريكيين نسخة من التقرير موقعه الخاص. وضعت الدراسة بعد ذلك مرة أخرى على مواقع عسكرية.

## وصلات خارجية
- تنزيل الملفات من الملخص وخمسة أقسام نسخة محفوظة 26 سبتمبر 2008 على موقع واي باك مشين.
- تنزيل الملفات من الملخص وخمسة أقسام في السرية والمكتبة الأمن
- سلاح الجو يحذف دراسة حرب الخليج الثانية, 10 سبتمبر 2003
- الفهرس العالمي لإدخال قاعدة بيانات مكتبية